# Kampdrågtjärnen
Kampdrågtjärnen är en sjö i Hagfors kommun i Värmland och ingår i Göta älvs huvudavrinningsområde. Sjön har en area på 0,0703 kvadratkilometer och ligger 301,4 meter över havet.

## Delavrinningsområde
Kampdrågtjärnen ingår i det delavrinningsområde (666570-139924) som SMHI kallar för Utloppet av Flåsjön. Medelhöjden är 323 meter över havet och ytan är 32,45 kvadratkilometer. Det finns inga avrinningsområden uppströms utan avrinningsområdet är högsta punkten. Laggälven (Sandsjöälven) som avvattnar avrinningsområdet har biflödesordning 3, vilket innebär att vattnet flödar genom totalt 3 vattendrag innan det når havet efter 386 kilometer. Avrinningsområdet består mestadels av skog (73 procent). Avrinningsområdet har 4,05 kvadratkilometer vattenytor vilket ger det en sjöprocent på 12,5 procent.